# Karen Magnussen
Karen Diane Magnussen, OC (* 4. April 1952 in Vancouver) ist eine ehemalige kanadische Eiskunstläuferin, die im Einzellauf startete. Sie ist die Weltmeisterin von 1973.
Magnussen begann im Alter von sechs Jahren mit dem Eiskunstlaufen. Ihr erster Trainer war Hellmut May. Mit zwölf Jahren wurde sie kanadische Eiskunstlaufmeisterin bei den Junioren. Schnell wurde ihre Stärke in der Kür offenbar. 1967 wurde sie nationale Vizemeisterin bei den Senioren hinter Valerie Jones. Im selben Jahr bestritt sie ihre erste Weltmeisterschaft und beendete sie auf dem zwölften Platz. Im olympischen Jahr 1968 wurde Magnussen erstmals kanadische Meisterin bei den Senioren. Bei der Weltmeisterschaft in Genf wie auch bei den Olympischen Spielen in Grenoble belegte sie den siebten Platz. 1969 hatte sie mit Rückschlägen zu kämpfen. Erst verlor sie die kanadische Meisterschaft gegen Linda Carbonetto, bevor ein paar Wochen später bei ihr Ermüdungsbrüche in beiden Beinen diagnostiziert wurden. Dies machte eine Teilnahme an der Weltmeisterschaft unmöglich. Sie musste Wochen im Rollstuhl verbringen, mit beiden Beinen in Gips. In dieser Zeit dachte sie an ihren Rücktritt, entschloss sich aber weiterzumachen. Bereits 1970 war sie zurück und besser als je zuvor. Sie wurde kanadische Meisterin, ein Titel, den sie bis 1973 verteidigen sollte, und verpasste mit dem vierten Platz bei der Weltmeisterschaft eine Medaille nur äußerst knapp gegen die US-Amerikanerin Julie Lynn Holmes.
Bei der Weltmeisterschaft 1971 in Lyon konnte Magnussen mit Bronze hinter Beatrix Schuba und Holmes ihre erste Weltmeisterschaftsmedaille erringen.
Wie ihre Konkurrentin, Janet Lynn aus den USA, hatte Magnussen ihre Stärken in der Kür. Zu dieser Zeit aber hatte die Kürwertung im Gegensatz zu der Pflichtfigurenwertung eine geringe Gewichtung und somit hatten beide keine Chance gegen die wohl beste Pflichtfigurenläuferin der Geschichte, Beatrix Schuba aus Österreich.
Schuba gewann bei den Olympischen Spielen 1972 in Sapporo Gold, obwohl sie nur Siebte in der Kür geworden war, Lynn und Magnussen, die Erste und Zweite in der Kür geworden waren, gewannen Bronze, bzw. Silber.
Konfrontiert mit dem Unmut der Zuschauer über das Wertungssystem, reduzierte die Internationale Eislaufunion die Gewichtung der Pflichtfiguren, indem sie ab 1973 ein Kurzprogramm einführte. Dies sowie der Rücktritt von Schuba motivierte die starken Kürläuferinnen Magnussen und Lynn weiterzumachen.
Bei der Weltmeisterschaft in Bratislava lief Magnussen ein fast fehlerfreies Kurzprogramm, Lynn dagegen fiel überraschend zweimal. Der Sieg in der Kür vor Magnussen reichte Lynn nicht mehr und so wurde Karen Magnussen mit einstimmigem Punktrichterurteil Weltmeisterin, die bis heute letzte kanadische Weltmeisterin im Eiskunstlauf.
Nach dem Ende ihrer Amateurkarriere 1973 wechselte sie zu den Profis und lief bis 1977 für die Eisrevue Ice Capades. Danach wurde sie Trainerin in Boston und später in ihrer Heimatstadt Vancouver. Sie gründete eine Stiftung, die es jungen, talentierten Eiskunstläufern ermöglichen soll, zu erschwinglichen Preisen professionelles Training aufzunehmen.

## Ergebnisse
| Wettbewerb / Jahr          | 1966 | 1967 | 1968 | 1969 | 1970 | 1971 | 1972 | 1973 |
| -------------------------- | ---- | ---- | ---- | ---- | ---- | ---- | ---- | ---- |
| Olympische Winterspiele    |      |      | 7.   |      |      |      | 2.   |      |
| Weltmeisterschaften        |      | 12.  | 7.   |      | 4.   | 3.   | 2.   | 1.   |
| Kanadische Meisterschaften | 4.   | 2.   | 1.   | 2.   | 1.   | 1.   | 1.   | 1.   |